# Símbols de Saskatchewan
La província canadenca de Saskatchewan ha establert els següents símbols provincials.
| Símbol           | Nom                                                  | Imatge                                | Adopció     | Observacions |
| ---------------- | ---------------------------------------------------- | ------------------------------------- | ----------- | --- |
| Escut d'armes    | Escut d'armes de Saskatchewan                        | Escut d'armes de Saskatchewan         | 1986        | L'escut d’armes original fou concedit per garantia reial d'Elisabet II del Regne Unit el 16 de setembre de 1986. Prèviament, l'any anterior, es varen afegir a l'escut la cimera, els suports i el lema. |
| Motto            | Multis e gentibus vires                              |                                       |             | "Des de la força de molts pobles". El lema expressa l'herència multicultural de la província, la contribució de les cultures de les Primeres Nacions i Métis i el paper clau de la immigració. |
| Escut provincial | Escut provincial de Saskatchewan                     | Escut provincial de Saskatchewan      | 1906        | Fou concedit el 25 d'agost de 1906 per garantia reial d'Eduard VII del Regne Unit. L'escut mostra un lleó de gules (un símbol reial tradicional) sobre una banda d'or horitzontal al terç superior de l'escut; tres garbes de blat d'or sobre un fons de sinople (que simbolitzen l'agricultura i els recursos de Saskatchewan) ocupen els dos terços inferiors. |
| Bandera          | Bandera de Saskatchewan                              | Bandera de Saskatchewan               | 1969        | Escollida a través d'un corcurs, fou guanyador el disseny d'Anthony Drake. Fou oficialment adoptada el 22 de setembre de 1969. |
| Segell           | Gran segell de Saskatchewan                          |                                       | 1906, 1991  | El primer Gran Segell de Saskatchewan fou concedit per ordre reial d'Eduard VII del Regne Unit el 25 d'agost de 1906. El 7 de maig de 1991 per ordre del consell fou reemplaçat per l'actual. |
| Bandera          | Bandera Fransaskois                                  | Bandera Fransaskois                   | 2005        | El 2005, el govern de Saskatchewan va adoptar la bandera de Fransaskois com a emblema provincial, reconeixent l'estatus del francès com una de les llengües oficials del Canadà i en reconeixement d el'herència francòfona i la seva contribució a la província. El disseny de la bandera és un camp groc amb una creu verda d'estil nòrdic, però amb l'encreuament al cantó superior esquerra. Al vol hi ha una flor de lis en vermell simbolitzant la francofonia. |
| Arbre            | Bedoll del paper (Betula papyrifera)                 | Betula papyrifera                     | 1988        | Designat arbre oficial el 1988. Arbre caducifoli de curta vida, d'uns 20 m d'alt, natiu de l'Amèrica del Nord septentrional. De la seva escorça se n'extreuen unes tires similars al paper i és molt utilitzat com a font de polpa, per combustible o per a la construcció de canoes. |
| Flor             | Lliri vermell occidental                             | Lilium philadelphicum L. var. andinum | 1941        | També conegut com lliri de la fusta, lliri de Filadèlfia, lliri de les praderies o lliri vermell occidental, és una espècie perenne de lliri originària d'Amèrica del Nord. |
| Ocell            | Gall de praderia cuallarg (Tympanuchus phasianellus) | Gall de praderia cuallarg             | 1945        | Designat ocell provincial el 1945. Ocell de la família dels fasiànids (Phasianidae) que habita les praderies, sabanes i matolls del centre d'Alaska i gran part del Canadà i els Estats Units. A Saskatchewan se'l pot trobar tot l'any. |
| Mamífer          | Cérvol de Virgínia (Odocoileus virginianus)          | Cérvol de Virgínia                    | 2001        | Va aparèixer per primera vegada als emblemes de Saskatchewan com a element del l'escut d'armes proclamat el 1986, adoptant-se com a emblema oficial el 2001. Habita gran varietat d'hàbitats terrestres, entre els quals es troben les regions subàrtiques del Canadà. |
| Mineral          | Silvita                                              | Silvita                               | 1997        | Es convertí en mineral provincial el 1997 després que s'escollís a través d'una competició oberta a tots els estudiants de 8è grau de la província. La silvita és el nom mineral del compost químic KCl, clorur de potassi, comunament anomenat potassa. |
| Gramínia         | Needle-and-thread grass (Hesperostipa comata)        | Hesperostipa comata                   | 2001        | L'Hesperostipa comata es va escollir perquè és la gramínia dominant de l'ecoregió de pastures mixtes de Saskatchewan. Fou oficialment adoptat el 2001 a través del Pla d'acció per a la conservació de les praderies, que busca mantenir l'ecosistema de les praderies nadius en un estat saludable. |
| Fruit            | Saskatoon Berry (Amelanchier alnifolia)              | Amelanchier alnifolia                 | 2005        | És un arbust de fruit comestible i una planta nativa d'Amèrica del Nord. Aquesta fruita petita i comestible té un gust dolç i els pobles nadius del Canadà la mengen des d'antic. El nom deriva del substantiu cri misâskwatômina. |
| Peix             | Walleye (Sander vitreus)                             | Sander vitreus                        | 2005        | Saskatchewan és coneguda per la pesca d'aigua dolça i durant el centenari de la província l'any 2005, Saskatchewan Environment va organitzar un concurs provincial per escollir el peix representatiu. |
| Fòssil           | Tiranosaure (Tyrannosaurus rex)                      | Tiranosaure                           | 2018        | Es va convertir oficialment en el fòssil provincial el 2018, després d'un concurs de vídeos per a escoles, una exposició i una votació presencial liderada pel Royal Saskatchewan Museum el 2016. El Tiranosaure de Saskatchewan està representat per l'"Scotty", un fòssil de 66 milions d'anys descobert a la vall del riu Frenchman l'any 1991. |
| Esport           | Cúrling                                              | Cúrling                               | 2001        | En reconeixement de la importància del cúrling per a Saskatchewan i la contribució internacional dels jugadors de Saskatchewan, es va adoptar aquest esport com l'oficial de la província el 2001. L'estatus d'esport oficial dona dret a CURLSASK a utilitzar l'escut provincial als seus emblemes. |
| Tartà            | Saskatchewan District Tartan                         |                                       | 1961        | De colors daurat, marró, verd, groc, vermell, blanc i negre. Registrat oficialment Registrat a la Cort de Lord Lyon King of Arms l'any 1961, és un tartà de dos blocs amb set tons diferents: daurat per representar el blat de les praderies, marró pel guaret d'estiu, verd pels boscos, groc per la colza i el gira-sol, vermell pel Lliri vermell occidental, blanc per la neu i negre pel carbó i el petroli.                                                    |
| Tartà            | Saskatchewan Dress Tartan                            |                                       | 1961        | El Saskatchewan Dress Tartan es va presentar l'any 1997 per als ballarins competitius de les terres altes amb motiu del Campionat Interprovincial de Dansa de les Terres altes celebrat el mateix any a Regina. És una variant del Saskatchewan District Tartan. |
| Logotip          | Garba de blat                                        |                                       | 1977        | La garba de blat estilitzada es va adoptar l'any 1977 com a símbol bàsic del programa d'identitat visual de la província. S'utilitza per identificar programes i organitzacions governamentals, excepte quan es preveu l'escut provincial o l'escut d'armes. |
| Matrícula        |                                                      |                                       | Des de 1912 | La província va començar a emetre plaques de matrícula a partir del 1912, tot i que des del 1906 ja exigia als residents que registressin els seus vehicles. Des del 1977 les matrícules són blanques amb els caràcters alfanumèrics en verd i separats per tres espigues de blat daurades. A la part superior hi ha el nom de la província centrat i també en verd. A sota el lema "Land of Living Skies".                                                           |